# چرخه دوگانه/ترکیبی
چرخه دوگانه (به انگلیسی: dual cycle) یا چرخه ترکیبی در علم ترمودینامیک، یک چرخه تبدیل گرما به قدرت (کار) است. این چرخه ترکیبی از دو چرخه اتو و چرخه دیزل است. این چرخه از یک فرایند هم فشار و یک فرایند هم حجم و دو فرایند هم آنتروپی تشکیل شده است. این چرخه اولین بار توسط دانشمند انگلیسی آلمانی گوستاو ترینکلر معرفی شد بنابراین به چرخه ترینکلر نیز معروف شد.

## فرایندها
1. ۱–۲: افزایش فشار ایزوانتروپی
2. ۲–۳: گرفتن گرمادر حجم ثابت
3. ۳–۴: گرفتن گرما در فشار ثابت
4. ۴–۵: کاهش فشار ایزو آنتروپی
5. ۵–۱: گرمادهی در حجم ثابت